# آسیب‌رسانی به آثار هنری

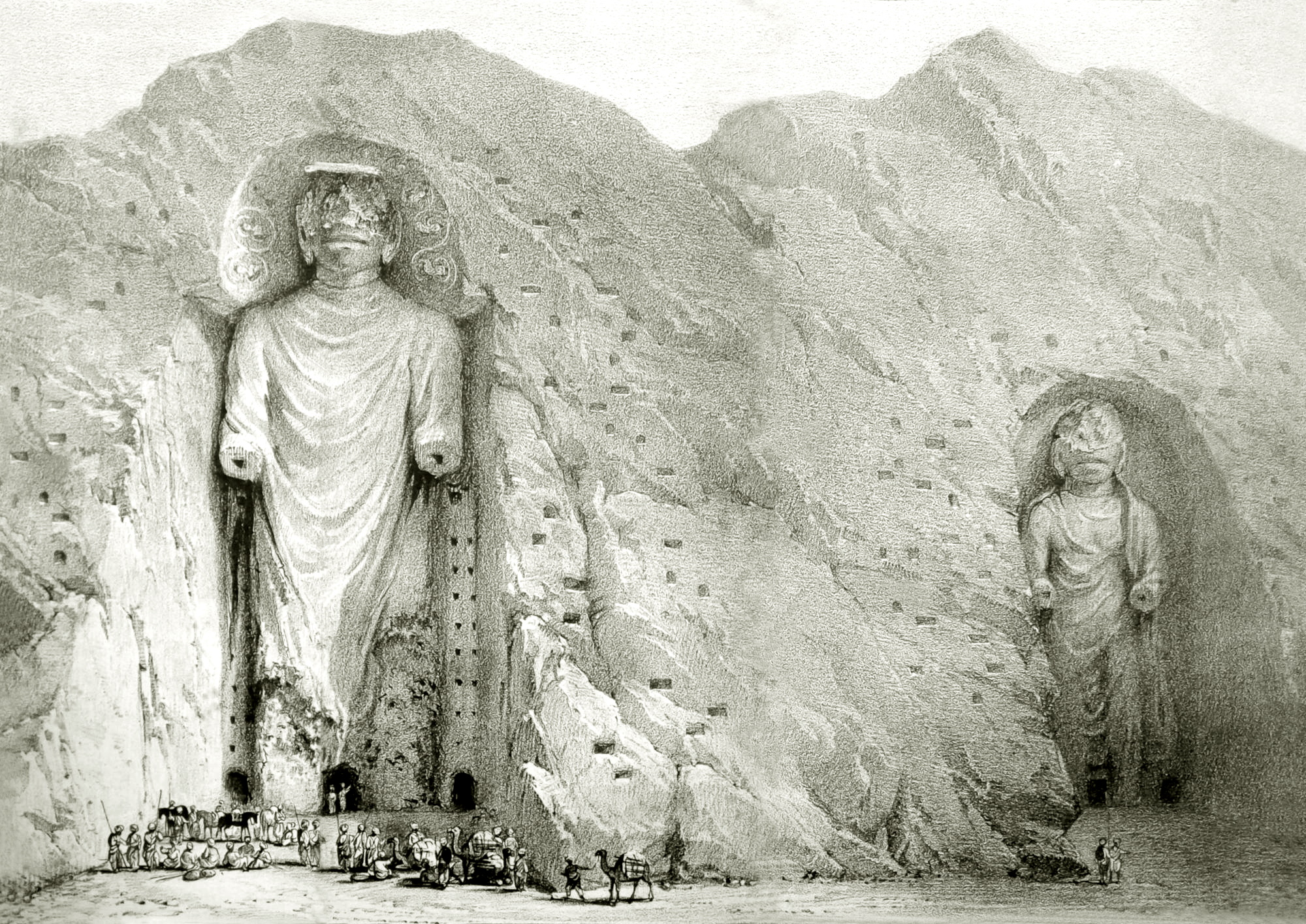
در تاریخ ۱۱ مارس ۲۰۰۱ میلادی، تندیس‌های ۱٬۶۰۰ سالهٔ بودا در باميان، افغانستان، به دست گروه طالبان ویران شد. اعضای طالبان، هرگونه تجسم و تصوير انسان و حيوان را از مصاديق بت‌پرستی و شرک می‌دانستند.

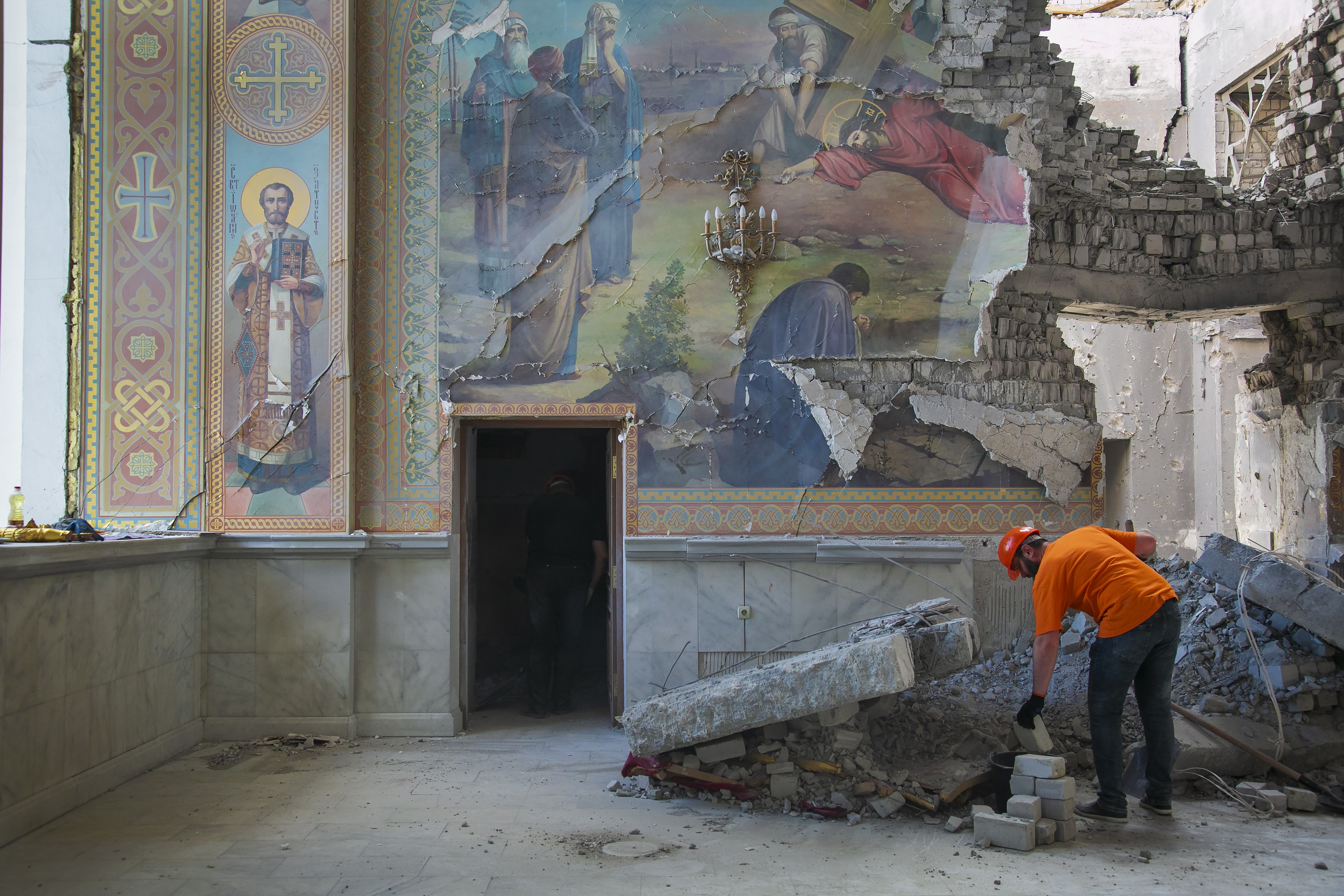
نگاره‌ای از میزان تخریب دیوارنگاره‌های کلیسای جامع تجلی در اودسا که در پی حملات موشکی روسیه به تاریخ ۲۳ ژوئیه ۲۰۲۳ به‌شدت آسیب دید.

آسیب به آثار هنری، به هر نوع اقدامی گفته می‌شود که منجر به خسارت، تخریب یا تغییر وضعیت یک اثر هنری می‌شود. این آسیب‌ها می‌توانند ناشی از عواملی چون اهمال‌کاری، بی‌توجهی و قرار دادن اثر در شرایط نامناسب محیطی (مانند رطوبت یا نور زیاد)، یا دستکاری‌های فیزیکی باشند؛ به ویژه در شرایطی مانند جنگ، اقدامات افراد متوهم به دلیل باورهای خاص مذهبی و سیاسی و یا توسط معترضان رادیکال به وقوع بپیوندند.
آسیب به آثار هنری نه تنها ارزش مادی آن‌ها را کاهش می‌دهد، بلکه از نظر فرهنگی و تاریخی نیز خسارات جبران‌ناپذیری به دنبال دارد. به همین دلیل، حفاظت و نگهداری از این آثار یکی از مهم‌ترین مسائل در زمینه هنر و حفظ میراث فرهنگی است.

## حمله به آثار هنری
در ایران، با پیروزی انقلاب ۱۳۵۷، یکی از کارکنان انقلابی موزه هنرهای معاصر، با کارد، پرترهٔ شهبانو فرح که اندی وارهول کشیده بود را چند پاره کرد و آن را از بین برد.
در سال‌های اخیر برخی کنشگران افراطی محیط زیستی به بهانهٔ اعتراض به استفاده از «سوخت‌های فسیلی» یا «تغییرات اقلیمی»، بر روی تابلوهای مشهوری از جمله نقاشی مونا لیزا اثر لئوناردو داوینچی در موزه لوور و یا نقاشی گل‌های آفتابگردان - شمارهٔ ۴ اثر وَنسان وَن گوگ در گالری ملی لندن و یا نقاشی دختری با گوشواره مروارید اثر یوهانس فرمیر در موزه مائریتشویس، سوپ گوجه‌فرنگی پاشیدند.
متخصصان دنیای هنر با توصیف این اقدامات اعتراضی به عنوان «زیانبار»، حملات به آثار هنری مشهور را کُنش‌هایی «خطرناک» و «ضدهنر» می‌نامند. آنان می‌پرسند: «چگونه دفاع از تغییرات اقلیمی می‌تواند منجر به نابودی یک اثر هنری شود؟ این کاملاً بی‌معنی است.»

## نمونه‌های مرتبط با ایران
- یکی از نمونه‌های شاخص در تاریخ معاصر، حمله تونی شفرازی، هنرمند، کیوریتور و دلال ایرانی‌-ارمنی‌تبار است که به در موزه هنرهای مدرن نیویورک به تابلوی گرنیکا اثر پیکاسو حمله و عباراتی را روی آن نوشت.[۷]
- یکی از مهمترین مجسمه‌های شهریِ بهمن محصص، به نام نی‌لبک‌زن، که مقابل تئاتر شهر در تهران نصب شده بود، پس از انقلاب از این مجموعه جمع شد و تا سالها کسی از سرنوشت آن خبر نداشت. سرانجام در حالی که هر دو دست مجسمه قطع شده است و اثری از نی بلند اين مجسمه كه مهم‌ترين ویژگی آن به‌شمار می‌رود، وجود نداشت، در زیرزمین تئاتر شهر پیدا شد و بسیاری از هنرمندان از جمله پرویز تناولی، برای مرمت آن اعلام آمادگی کردند. اما تا کنون اقدامی برای بازسازی و نصب مجدد آن صورت نگرفته است.[۸][۹]
- از دیگر نمونه‌های تخریب مجسمه‌های شاخص شهر تهران می‌توان به مجسمه فرهاد و قفل‌هایش اثر تناولی اشاره کرد که طی انقلاب و سالهای پس از آن آسیب جدی دید و هرگز برای مرمت آن اقدامی صورت نگرفت.[۱۰]
- نقش برجسته بزرگی به طول بیش از ده متر اثر مسعود عربشاهی که در بدنه بزرگراه حقانی در تهران نصب شده بود، به تدریج تخریب و بخش‌هایی از آن ناپدید شد. هرگز پرونده‌ای برای این نقش برجسته ارزشمند تشکیل نشد.[۱۱]
- تابلوهایی از مسعود عربشاهی که پیش از انقلاب توسط مجلس شورای ملی خریداری و در گنجینه آن نگهداری می‌شد، پس از انقلاب ناپدید و سپس اعلام شد که بجای گونی، از پارچه آنها برای ایزوگام برای سقف مجلس از آنها استفاده شده است.[۱۲]
- در جریان حمله به سفارت بریتانیا در تهران آثار زیادی مورد حمله قرار گرفته و آسیب جدی دیدند. مهمترین این آثار، پرتره‌ای از فتحعلی‌شاه بود که توسط نقاش دربار، آقا احمد در اوایل قرن ١٩ م کشیده شده و از سوى فتحعلی‌شاه به نخستین سفیر بریتانیا در ایران اهدا شده بود.[۱۳]

## نگارخانه

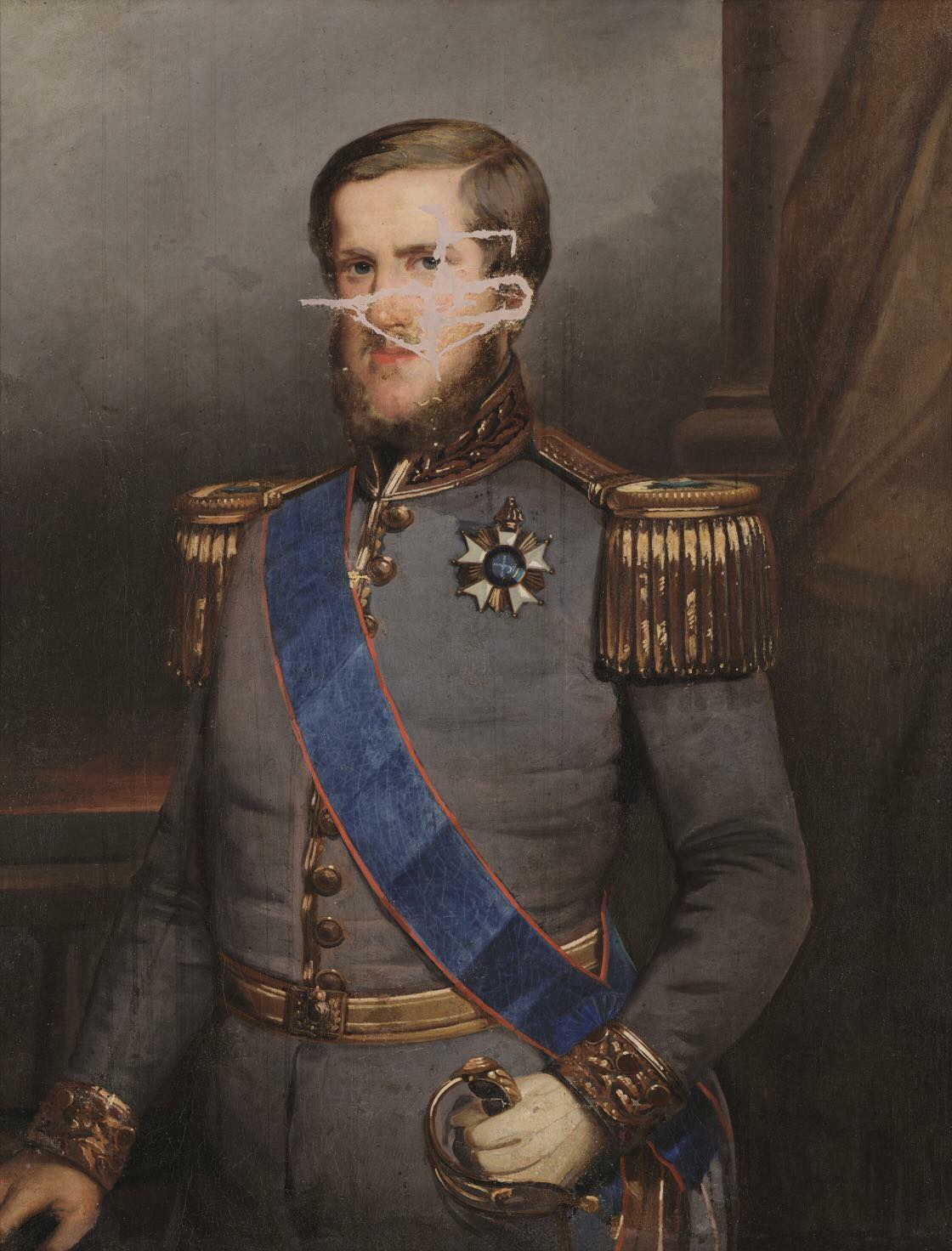
پرترهٔ پدروی دوم که در روز تسخیر کاخ سلطنتی در پی کودتای ارتش، در ۱۵ نوامبر ۱۸۸۹ میلادی با چاقو پاره شد و مورد آسیب قرار گرفت.
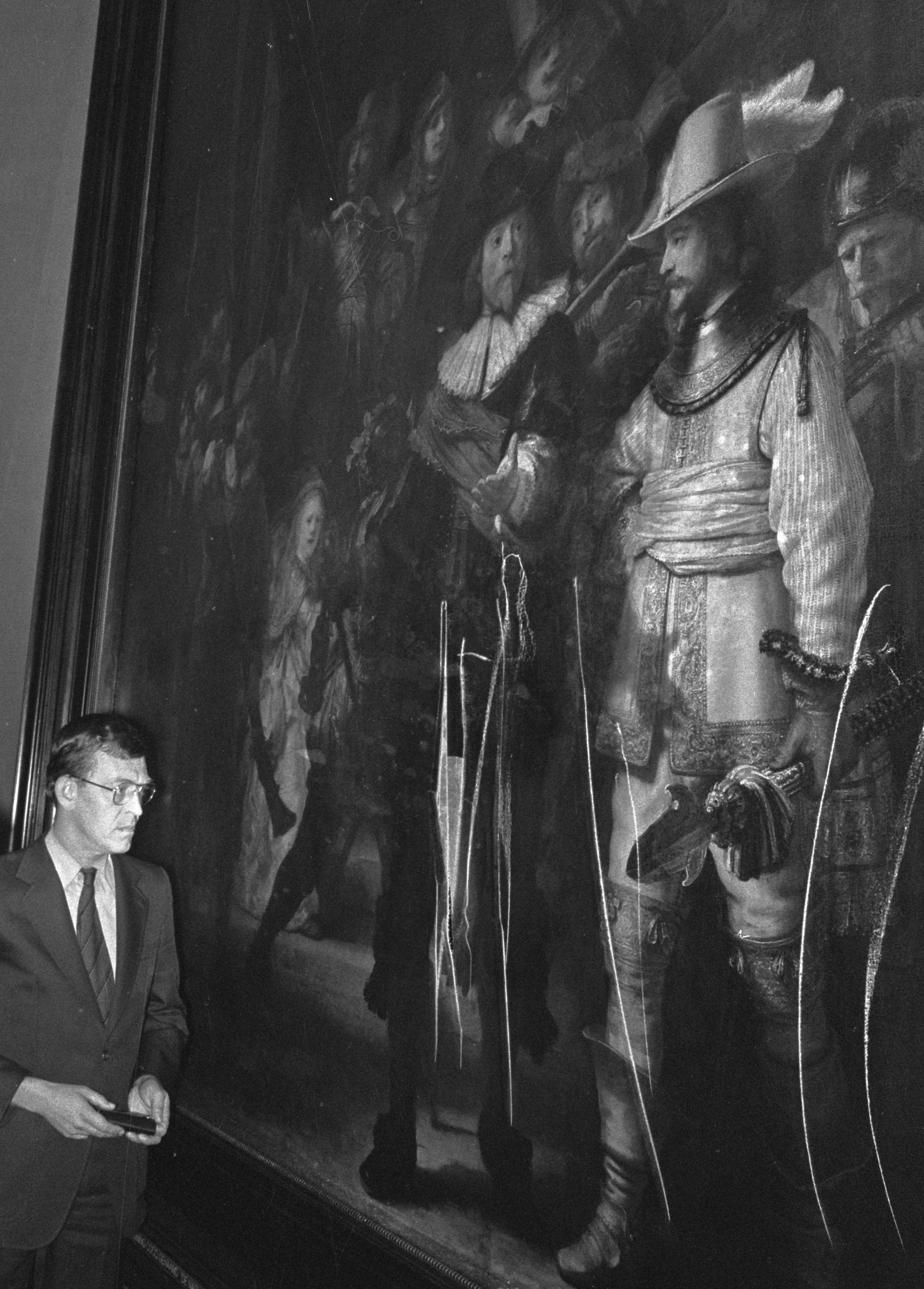
نقاشی گشت شبانه  اثر رامبراند، پس از آنکه در سپتامبر ۱۹۷۵ توسط ویلیام دِ ریک چندپاره شد.  او ادعا کرد که عیسی او را به انجام این کار وادار کرده بود.
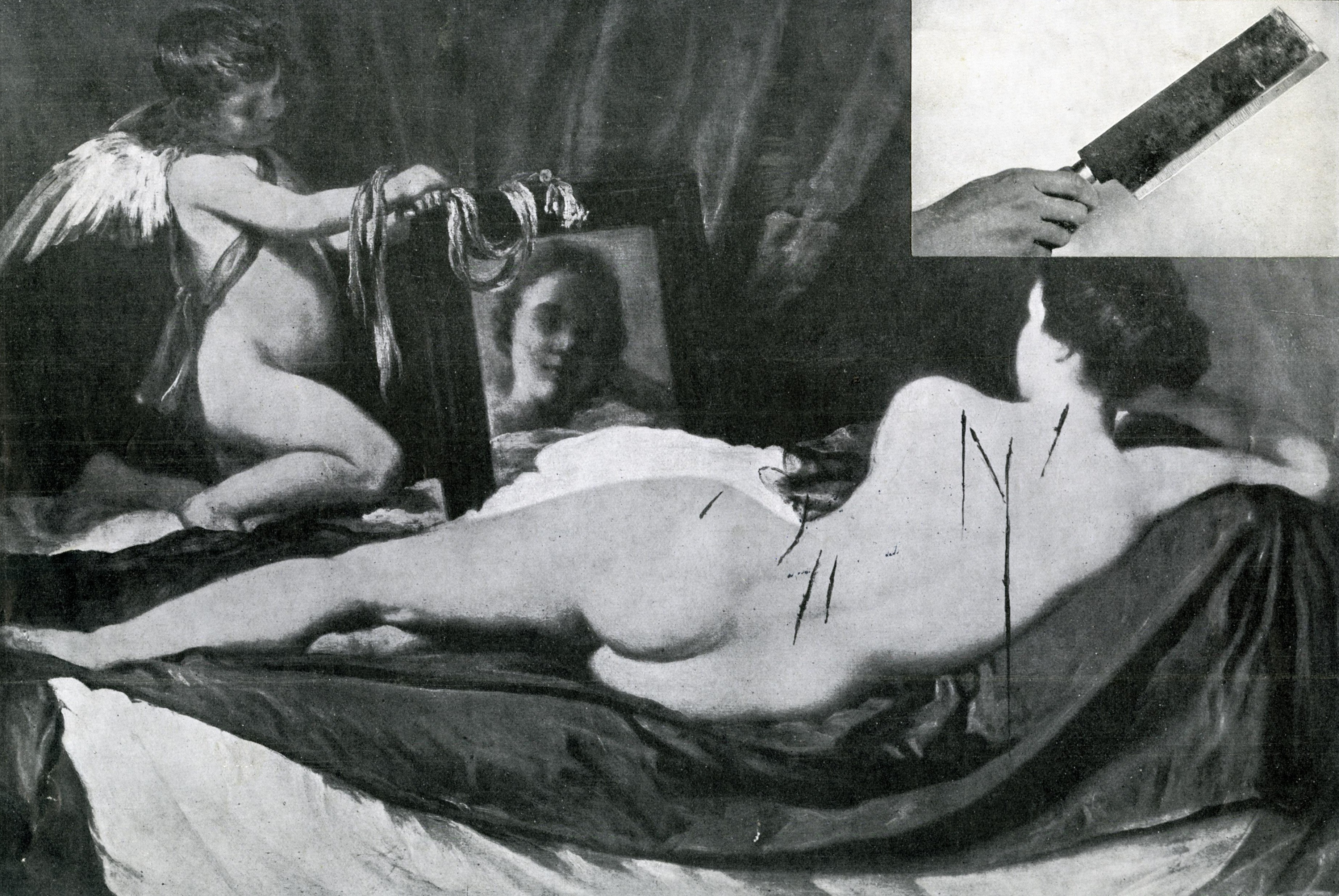
نقاشی آسیب‌دیدهٔ آینه ونوس اثر دیه‌گو ولاسکز پس از حملهٔ مری ریچاردسون (en) با ساتور.